# Mystara
Mystara è un'ambientazione del gioco di ruolo Dungeons & Dragons. Nata verso la fine degli anni settanta, con la terza edizione di Dungeons & Dragons Basic Set ne divenne l'ambientazione ufficiale, incorporando Blackmoor. Si tratta di un'ambientazione fantasy medievale nell'accezione più classica del termine: la tecnologia ha raggiunto un livello comparabile a quello raggiunto dall'Europa nel XV secolo, mentre la magia è molto diffusa e sviluppata.

## Storia editoriale
La linea editoriale di Mystara ha avuto quindi una vita separata dalle altre linee prodotte da TSR e ruotanti attorno ad AD&D, come Greyhawk, Forgotten Realms o Dragonlance, in quanto focalizzata esclusivamente sulle regole dell'edizione base. Solo nel 1994, con l'abbandono di OD&D, l'editore decise di portare Mystara sulla seconda edizione di AD&D con una nuova sotto-ambientazione (Red Steel), oltre ad alcune versioni aggiornate di moduli geografici e avventure. L'iniziativa non ebbe molto successo portando alla sospensione di ogni attività sull'ambientazione. Il materiale già realizzato per Red Steel e non ancora mandato in stampa venne poi messo a disposizione gratuitamente dall'editore sul proprio sito Internet.
Tutto il materiale pubblicato per Mystara - in quanto fuori produzione - è disponibile o in formato elettronico o sul mercato del collezionismo. Molti appassionati, oltre ad alcuni dei vecchi designer come Bruce Heard, continuano però sia a giocare in Mystara sia a sviluppare questo mondo, formando una piccola ma attiva comunità on-line ruotante attorno al sito Vaults of Pandius, che è considerato il sito ufficiale per l'ambientazione dall'attuale titolare dei diritti sull'ambientazione (la Wizards of the Coast di proprietà della Hasbro). I contributi del sito vengono proposti tramite il forum su Mystara del sito della Wizards of the Coast e la Mystara mailing list.
Nel 2005 e 2006 la rivista Dragon ha pubblicato alcuni articoli ambientati su Mystara, ma riferiti a D&D 3.0.

## Ambientazione

### Geografia

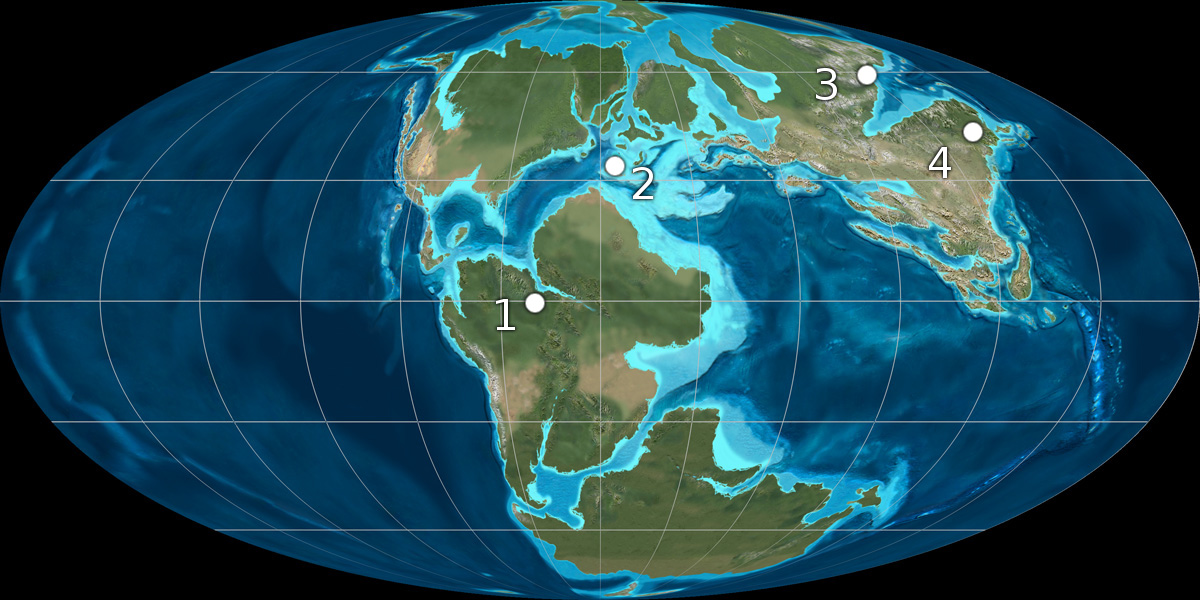
Il pianeta Terra nel tardo Giurassico: la forma dei suoi continenti ha ispirato quelli del mondo esterno di Mystara

Le avventure di Mystara si svolgono su un pianeta cavo, abitato sia all'interno che all'esterno, con un piccolo sole di natura magica al posto del nucleo e con due aperture in prossimità dei poli. In più nel mondo interno vi sono alcuni continenti-isola fluttuanti nell'atmosfera. L'esterno del pianeta è geograficamente simile alla Terra del tardo Giurassico, con mari e continenti, dei quali il più importante è Brun (equivalente a quello che sulla Terra diverrà il Nord America). Gli altri continenti sono Davania, Skothar e (nel mondo cavo) Iciria.
- Brun, il continente nord occidentale, è il punto focale dell'ambientazione. La quasi totalità dei moduli d'avventura e degli accessori trattano infatti questo continente e la parte sud-est in particolare: quest'ultima è nota anche come Terre Note (Known World). La parte sud-ovest di Brun è definita come Costa Selvaggia (Savage Coast) ed è stata descritta in Red Steel, pubblicato nel 1994.
- Davania, il continente meridionale, è stato introdotto per la prima volta in una serie di articoli a cura di Bruce Heard e pubblicati su Dragon (numeri dal 153 al 188).
- Skothar, il continente nord orientale, è stato descritto parzialmente, e solo nelle sue aree occidentali, nel supplemento Dawn of The Emperors, pubblicato nel 1989.
- Iciria è il principale continente del Mondo Cavo (Hollow World) ed è trattato in Hollow World Campaign Setting, pubblicato nel 1990.

Mystara ha in orbita attorno a sé due satelliti naturali: Matera e Patera. Matera è analoga alla Luna, mentre Patera è dotato di atmosfera ed è abitato, ma del tutto invisibile dall'esterno a causa della presenza nel suolo di un particolare metallo riflettente.
Molte delle nazioni presenti sul pianeta di Mystara sono modellate sulla base di diverse civiltà esistite in vari periodi storici nel mondo reale, ad esempio Ylaruam è simile alla penisola araba ai tempi di Maometto, mentre Ethengar ricorda i nomadi delle steppe all'epoca di Gengis Khan e Tamerlano. Sono presenti anche nazioni abitate dalle tipiche razze fantasy (elfi, nani, halfling, gnomi, orchi) oltre ad altre più proprie dell'ambientazione (tra cui minotauri alati, uomini-tartaruga, uomini-cane e uomini-felino).

### Storia
La storia di Mystara è frammentaria e discordante su alcune date ed eventi, a causa di un basso livello di coordinamento fra i redattori responsabili della collana, soprattutto per i prodotti scritti nei primi anni di vita dell'ambientazione. Non esiste perciò una cronistoria organica per tutta l'ambientazione: a livello amatoriale sono stati fatti alcuni tentativi sotto forma di cronologia degli eventi, i cui risultati sono riportati nel sito ufficiale Vaults of Pandius. Come sistema di datazione, generalmente viene utilizzato il calendario di Thyatis, il cui anno zero coincide con quello dell'incoronazione del primo Imperatore, Zendrolion I Tatriokanitas. Gli anni successivi sono indicati come "DI", per "Dopo Incoronazione", ("AC" o "After Crowning", in inglese), mentre gli anni precedenti l'incoronazione sono indicati come "PI" o "Pre Incoronazione" ("BC" o "Before Crowning"). La quasi totalità dei moduli d'avventura si colloca temporalmente attorno al 1000 DI.

#### Da Blackmoor agli elfi dell'ombra
Intorno al 5000 PI su Mystara si formarono le prime civiltà umane e semi umane. Tra queste si distinse particolarmente la cultura umana di Blackmoor, che - a partire dal 4000 PI circa - conobbe un rapido sviluppo scientifico e tecnologico grazie alle conoscenze ottenute dal saccheggio del relitto di un'astronave aliena, precipitata in quel particolare periodo nei pressi del proprio territorio. Tali progressi materiali non furono però accompagnati da un uguale progresso etico e culturale, e circa mille anni più tardi la civiltà di Blackmoor, ormai divenuta un enorme impero, si autodistrusse più o meno per errore grazie all'esplosione di potentissimi dispositivi tecnologici. L'evento fu praticamente istantaneo, coinvolse tutta la superficie esterna del pianeta, e in seguito venne chiamato Grande Pioggia di Fuoco (Great Rain of Fire).
Nel corso della catastrofe Blackmoor venne completamente cancellata; il pianeta subì un'inclinazione del proprio asse di rotazione e si coprì di una spessa coltre di nubi che oscurò il sole per molto tempo. Il lungo inverno e gli sconvolgimenti geologici e climatici che seguirono provocarono l'estinzione di molte culture e la regressione alla barbarie di gran parte delle restanti. Molte regioni divennero inabitabili, mentre altre (come le "Terre Note", il Known World in cui sono ambientate quasi tutte le avventure ufficiali) divennero decisamente più ospitali. In questo ambiente apocalittico quasi tutti i popoli sopravvissuti furono costretti a intraprendere lunghe migrazioni attraverso i mari e i continenti di Mystara, alla ricerca di un luogo adatto in cui vivere. La più famosa di queste migrazioni fu senz'altro quella degli elfi di Evergrun, la principale cultura elfica esistente all'epoca di Blackmoor, le cui terre finirono per trovarsi in prossimità del Polo Sud del pianeta. Molti elfi di questa cultura decisero di abbandonare la tecnologia di Blackmoor acquisita nei secoli precedenti e, guidati dal loro leader Ilsundal, viaggiarono per un millennio attraverso un intero emisfero prima di trovare la loro nuova patria. Anche il grosso delle migrazioni delle altre popolazioni del pianeta si concluse intorno al 2000PI e, a partire da questa data, vennero costruite nuove civiltà stabili.
Tra le conseguenze più importanti della Grande Pioggia di Fuoco vi è senz'altro la creazione di molte delle moderne razze umanoidi (goblin, orchetti, coboldi, ecc) originatesi come mutazioni del popolo degli uomini-bestia intorno al 2400PI. Anche la razza dei nani vide la sua origine in questa epoca di sconvolgimenti: l'antica razza di nani presente all'epoca di Blackmoor (molto più simile ad un popolo di montagna che allo stereotipo dei nani fantasy) venne quasi sterminata dalle radiazioni prodotte dal cataclisma: i pochi superstiti vennero trasformati magicamente nei nani moderni a seguito dell'intervento del proprio Immortale protettore Kagyar, e posti in un luogo sicuro da cui ripopolare le montagne.
Attorno all'anno 1700PI, si verificò un'ulteriore catastrofe anche se su scala locale. Una comunità di elfi stabilitasi nelle terre (allora ancora congelate) di Glantri rinvenne e fece esplodere per errore uno dei dispositivi di Blackmoor scampato alla Grande Pioggia di Fuoco. La grande conflagrazione diede così origine alla regione delle Terre Brulle (Broken Lands), e spinse gli elfi sopravvissuti a trovare rifugio sottoterra. La Catastrofe Glantriana fu così all'origine degli Elfi dell'Ombra (Shadow Elves), ed ebbe molte conseguenze per i popoli limitrofi, in particolare per gli umanoidi e per gli abitanti delle steppe di Ethengar.

#### L'Era Nithiana
La prima vera grande civiltà stabile di Mystara fu quella Nithiana, che si sviluppò in una vasta e fertile pianura del Mondo Conosciuto (corrispondente all'odierna Ylaruam) intorno al 1750-1500PI, e mantenne un assoluto predominio sul mondo per circa mille anni. I Nithiani costruirono una potente cultura (ispirata all'antico Egitto) di maghi, sacerdoti e navigatori, che colonizzò e governò su molte zone del mondo diffondendovi, da un lato, lo studio della magia, delle tecniche e delle arti, dall'altro la pratica dello schiavismo e della necromanzia. Alcuni popoli limitrofi ebbero a beneficiare delle interazioni culturali, mentre altri furono sottomessi dalla potenza militare Nithiana e covarono vendetta. La potenza Nithiana venne lentamente erosa dall'interno dall'azione degli Immortali dell'Entropia, che non gradivano il grande successo ottenuto da questa cultura nel mondo e fecero in modo che l'Impero Nithiano entrasse in una lunga fase di decadenza e abbandonasse il culto degli Immortali che lo avevano protetto nel corso della storia.
Nel 500PI Nithia fu completamente distrutta in una serie di guerre, rivolte di schiavi e catastrofi naturali organizzate dalla maggior parte degli Immortali non Entropici che i Nithiani avevano ripetutamente offeso. Da allora è preoccupazione costante degli Immortali che alcune delle conoscenze più pericolose del sapere Nithiano non vengano apprese da altri individui, e a tutt'oggi è mantenuto un velo magico di oblio e segretezza su molti aspetti di questa antica civiltà.

#### L'alba degli Imperi: Alphatia, Milenia e Thyatis
Nel corso del periodo di massimo splendore di Nithia anche altre culture iniziavano il loro sviluppo. I Mileniani, lontani discendenti dei Traldar (un gruppo di coloni Nithiani decaduti), fondarono nei secoli successivi al 1000PI un vasto e fiorente impero militare (analogo come cultura a quello di Alessandro Magno) nelle giungle e nelle savane della regione settentrionale di Davania, ed ebbero un'influenza duratura su questa parte del continente anche dopo la fine definitiva del loro dominio, intorno al 50PI.
Gli Alphatiani, un popolo di maghi potenti come i Nithiani, costruirono una civiltà più solida e duratura dei Mileniani. Grazie alle proprie arti riuscirono a conquistare le grandi isole situate fra i tre continenti di Mystara e le regioni immediatamente limitrofe, le colonizzarono e dal 1000PI in poi costruirono una fiorente cultura basata sullo studio della magia. Fra i territori periferici che vennero inclusi nell'Impero Alphatiano è degna di nota la regione di Thyatis, la cui popolazione - allora semibarbarica - fu tra le più difficili da sottomettere. Gli Alphatiani provenivano da un altro piano d'esistenza: profughi del loro mondo, distrutto da una guerra civile tra opposte fazioni di maghi (i seguaci della magia dell'aria, ovvero gli Alphatiani, e i seguaci della magia del fuoco, ovvero i Flaemi) furono aiutati dai Nithiani - allora all'apice della loro potenza - a stabilirsi su Mystara.
I Thyatiani, che già erano sfuggiti all'invasione Mileniana nel continente di Davania, si ribellarono presto alla dominazione di Alphatia, che intorno all'anno zero del calendario Thyatiano stava attraversando un periodo di temporanea decadenza. Prima della ribellione, i Thyatiani riuscirono ad appropriarsi di molte delle conoscenze Alphatiane, e opposero efficacemente le proprie arti militari alla potenza magica. Dopo la liberazione, anche con l'aiuto di rivolte parallele scoppiate nei domini Alphatiani di Ochalea e delle Isole delle Perle, i Thyatiani riuscirono a mantenere l'indipendenza e a conquistare molti territori ai loro ex dominatori. Nacque così l'impero Thyatiano, che nei secoli successivi raggiunse una potenza paragonabile a quella Alphatiana.
Buona parte dell'emisfero settentrionale visse per i successivi 1000 anni nell'equilibrio tra questi due enormi imperi, che alternarono feroci guerre a lunghi periodi di distensione. Gran parte delle nazioni moderne di Mystara è stata influenzata da una di queste due civiltà o, più spesso, da entrambe.

#### I Flaemi, l'Era dei Licantropi e le Grandi Esplorazioni
Intorno al 400DI i Flaemi, odiati nemici ancestrali degli Alphatiani, al termine di una lunga diaspora attraverso i Piani Esterni riuscirono a trovare la strada per Mystara e si stabilirono nella regione di Glantri, attratti dalle peculiarità magiche della regione. Anch'essi validi maghi, ma in numero e forza nettamente inferiori agli Alphatiani, i Flaemi allacciarono rapporti con le popolazioni confinanti - in particolar modo con Thyatis - e fondarono la Grande Scuola di Magia (Great School of Magic). La scuola divenne ben presto il punto riferimento per tutti quei popoli che non desideravano sottomettersi all'istruzione magica Alphatiana e il territorio di Glantri si popolò di immigrati provenienti da tutto il resto del mondo. Molti di essi si organizzarono in una serie di Principati in fragile tregua tra loro, uniti dal comune interesse nello studio della magia e dall'amore per la propria indipendenza.
All'incirca nello stesso periodo in cui i Flaemi arrivarono su Mystara, scoppiò la prima grande epidemia di licantropia, provocata da una serie di esperimenti falliti dei maghi Alphatiani. L'epidemia colpì duramente molte nazioni, in particolare l'antica Minrothad e i Rajati del Sind, provocando l'interruzione di molte rotte commerciali e causando un periodo di stagnazione commerciale su larga scala che si protrasse per quasi due secoli, finché il grosso dell'infestazione di licantropi non fu debellato. Al 600DI circa risale la fondazione delle nazioni commerciali di Ierendi e della moderna Minrothad, che ripresero gli scambi commerciali con le regioni lontane dalle Terre Note.
Dal 900DI in poi il mondo di Mystara ha vissuto un'intensa accelerazione delle esplorazioni geografiche: una grossa migrazione da Thyatis, Traladara e da altre nazioni delle Terre Note portò alla colonizzazione della Costa Selvaggia, con la fondazione di molte nazioni moderne in questa regione. Contemporaneamente gli imperi di Thyatis e Alphatia rinnovarono il proprio interesse nei confronti del territorio del Norwold, una vasta regione vergine a nord delle Terre Note ambita da secoli da entrambe le potenze e contesa con i draghi che vi risiedono.
Nello stesso periodo i navigatori di Ierendi e Minrothad proseguirono le loro esplorazioni verso ovest e est rispettivamente, raggiungendo regioni lontane come la Baia del Tridente e Nuova Thonia.
In questa epoca i Cavalieri di Vanya, un ordine cavalleresco dei Thyatiani, migrarono verso i barbarici territori Heldannici a sud del Norwold, conquistandoli e proclamando una nazione unificata e indipendente. Sempre i Thyatiani e i Cavalieri di Vanya iniziarono ad esplorare la regione settentrionale di Davania, entrando di nuovo in contatto con i discendenti dei loro antichi antenati che non erano sfuggiti al giogo Mileniano. Glantriani e Alphatiani usarono la magia per spingersi fino alla lontana regione di Vulcania, quasi in prossimità delle regioni antartiche, dove allacciarono contatti più o meno pacifici con i residenti.

#### I Nomadi del Deserto e l'Ira degli Immortali
Negli ultimi anni presi in considerazione dalla campagna ufficiale (1000-1013DI) si assiste ad un crescente livello di conflittualità tra vari popoli di Mystara, causato da un grave contrasto interno tra alcuni gruppi di Immortali in merito all'utilizzo delle peculiarità magiche del territorio di Glantri come mezzo di ascensione all'Immortalità (il conflitto tratteggiato in dettaglio nel modulo-campagna Wrath of the Immortals). I contrasti provocano una serie di guerre e di disastri su larga scala che hanno il loro apice nel 1009DI. I quattro anni successivi descritti nella campagna ufficiale coprono un periodo di assestamento e normalizzazione dopo gli eventi catastrofici precedenti.
Tra le crisi scatenate dal contrasto tra gli Immortali una delle più importanti è rappresentata dalla rinnovata aggressività dell'Agiarcato di Hule (un'antica nazione ad ovest delle Terre Note), le cui mire espansionistiche si rivolgono in particolare verso le regioni di Sind e Darokin. Questi territori sono invasi ripetutamente, e con alterni successi, dalle forze Huleane e dai popoli umanoidi e di Nomadi del Deserto ad esse soggetti. Al 1013DI Sind è uno stato fantoccio dell'Agiarcato, mentre Darokin è un paese libero, essendo sempre riuscita a respingere le invasioni degli anni precedenti.
Anche gli elfi sono gravemente colpiti dal conflitto: mentre il grosso delle forze elfiche del regno di Alfheim (il principale dominio elfico su Mystara) sono impegnate ad aiutare gli alleati Darokiniani contro le forze di Hule, gli elfi dell'ombra emergono dal sottosuolo e, con un attacco a sorpresa, distruggono buona parte della foresta e scacciano gli elfi di superficie dalla loro terra. Gli elfi di Alfheim sono costretti ad una penosa diaspora migrando in parte verso il territorio di Karameikos, in parte verso quello di Wendar.
Più ad est, gli imperi di Thyatis e Alphatia ed i loro alleati si impegnano nell'ennesima devastante guerra. Il conflitto vede gli Alphatiani predominare su tutti i fronti, con gravi danni per l'Impero di Thyatis e le sue colonie, finché l'utilizzo di un potentissimo artefatto costruito dall'Immortale Rad (protettore di Glantri) la cosiddetta Doomsday Weapon, provoca l'inabissamento della madrepatria Alphatiana e la conseguente resa delle colonie Alphatiane superstiti.
Negli anni successivi l'impero di Thyatis prende possesso di parte delle ex-colonie del suo antico avversario, diventando la nazione più potente di Mystara. Glantri, alleato Thyatiano nella guerra, ottenne finalmente l'agognata supremazia magica nel mondo, contrastata appena dalla nascente Scuola di Arti Magiche Karameikana (Karameikan School of Magecraft), fondata da un ex-imperatore di Alphatia in incognito (Maestro Terari), in quanto passo necessario per la propria Ascensione all'Immortalità. Tuttavia, sia Thyatis che Glantri soffrono ancora molti degli effetti collaterali della guerra, che causano situazioni di caos (presenza di mostri Alphatiani e ascesa al potere del drago Synn in Glantri) e di decadenza (rivolte popolari, recrudescenza di culti entropici in Thyatis).

### Cosmologia
Analogamente ad altre ambientazioni di D&D, il multiverso Mystarano possiede il Piano Materiale, il Piano Etereo, i Piani Elementali, il Piano Astrale e infiniti Piani Esterni; inoltre vi sono la Dimensione dell'Incubo (simile al Far Realm) e il Vortice Dimensionale (Dimensional Vortex), che non sono piani, ma sfasamenti delle dimensioni spaziali del piano materiale, in quanto l'ambientazione permette di operare su più dimensioni spaziali aggiuntive rispetto a quelle note e visibili di lunghezza, larghezza e profondità.

#### Piani Elementali
La materia in Mystara è generalmente formata dai quattro elementi classici che si combinano fra di loro: acqua, fuoco, terra e aria. Essi sono in relazione reciproca mediante rapporti di dominanza e di opposizione. Nel rapporto di dominanza, l'elemento dominante tende a prevalere su quello dominato, consumandolo, disperdendolo o soffocandolo. Nel rapporto di opposizione, i due elementi opposti tendono a contrastarsi reciprocamente e alla pari.
I rapporti tra gli elementi sono i seguenti:
- Acqua domina fuoco e si oppone a terra;
- Fuoco domina terra e si oppone ad aria;
- Terra domina aria e si oppone ad acqua;
- l'Aria domina acqua e si oppone a fuoco.

Le creature provenienti da uno di questi piani sono soggette a questi rapporti di dominanza e di opposizione quando devono interagire con esseri provenienti da altri elementi. Infatti, quando una creatura appartenente ad un elemento si difende da un attacco basato sull'elemento dominante rispetto al suo può subire danni notevolmente maggiori rispetto alla norma e, viceversa, quando viene attaccata dall'elemento dominato, tende a subire danni ridotti. Inoltre, sempre in virtù del rapporto di dominanza, le creature elementali sono spaventate da creature dell'elemento dominante sul proprio.
Il rapporto di opposizione invece opera sul piano della volontà delle creature elementali: infatti, quando incontrano soggetti appartenenti all'elemento opposto mostrano un elevatissimo desiderio di attaccarli senza mezzi termini, desiderio al quale possono resistere con molta difficoltà.

#### Dimensione dell'Incubo
Nella Dimensione dell'Incubo la vita si è evoluta in maniera diametralmente opposta rispetto al Piano Materiale, basato sulle prime tre dimensioni: lo spazio si percepisce infatti come terza, quarta e quinta dimensione, fornendo a un visitatore proveniente dal Piano Materiale una visione della realtà piuttosto disorientante nel migliore dei casi (quarta dimensione), oppure decisamente orrorifica con forti probabilità di subire danni mentali, nel peggiore dei casi (quinta dimensione). Viceversa, una creatura originaria di tale dimensione in visita sul Piano Materiale proverà disagio alla vista della seconda dimensione e orrore verso la prima.
La specularità fra Piano Materiale e Dimensione dell'Incubo si riflette anche sull'allineamento: l'asse legge-caos è infatti invertito. Ne risulta quindi che le creature dell'Incubo tendono generalmente a privilegiare un allineamento caotico e, soprattutto per quanto riguarda i dialoghi sul piano sociologico, anche a rifuggire da ogni forma di ordinamento della società civile nel senso comunemente inteso dagli abitanti del Piano Materiale.
Per le sue caratteristiche peculiari la Dimensione dell'Incubo viene utilizzata spesso dai dungeon master come punto di transito verso Piani Materiali alternativi, dei quali sono noti solo la Dimensione dei Miti e Nuova Blackmoor.

#### Vortice Dimensionale
Il Vortice Dimensionale è raggiungibile solo accedendo alla sesta dimensione, e viene percepito dal viaggiatore come un vortice etereo dalla consistenza acquosa; costituisce il dilemma ed il paradosso del Multiverso Mystarano, in quanto da un lato nulla si sa di coloro che hanno tentato di penetrare ed esplorare i segreti di questo vortice, dall'altro è noto che alcune creature provengono da tale dimensione o anche oltre (le cosiddette blackballs e, soprattutto, gli Old Ones).

### Religione
In luogo delle divinità vi sono gli Immortali che, in accordo con le regole OD&D, sono personaggi mortali (anche personaggi giocanti) che dopo molte avventure hanno percorso il Sentiero dell'Immortalità acquisendo poteri divini. Rispetto ad altre ambientazioni di D&D gli Immortali non vengono divisi secondo pantheon precisi e rigidi, ed anche l'organizzazione delle loro chiese, salvo rari casi, viene lasciata alla creatività del dungeon master (i manuali del gioco lasciano intendere che ogni nazione o etnia abbia un pantheon tipico, ma solo in alcuni casi vengono date liste precise degli immortali che lo compongono).
Ogni Immortale appartiene comunque ad una delle cinque Sfere di Potere (Pensiero, Tempo, Energia, Materia, Entropia), a seconda del Sentiero dell'Immortalità che lo ha portato allo status divino. Le Sfere sono in competizione tra di loro, ma questo non vuol dire che immortali appartenenti a sfere differenti siano necessariamente in conflitto. Oltre a questo gli Immortali possono formare gruppi temporanei o permanenti, di importanza crescente (in inglese definiti Groups, Clique e Council, questi ultimi formati solo dagli Immortali di maggiore potenza di ogni Sfera), legati ad un interesse comune (una nazione, un pericolo improvviso, fazioni divine in lotta tra di loro, supervisione del pianeta di Mystara o del suo mondo cavo, ecc...), ma non necessariamente collegati a quelli che poi sono effettivamente i vari pantheon presenti nel pianeta.
Il quinto set di regole, l'Immortal Rules (Frank Mentzer, 1986) introdusse le regole per gestire personaggi immortali. Il supplemento che riprendeva la struttura a due regolamenti (uno per il master e uno per i giocatori), ma solo con il successivo Wrath of the Immortals (Aaron Allston, 1992) si definì un forte legame con l'universo narrativo dell'ambientazione e si ebbe un primo elenco organico di tutti i principali Immortali della stessa.
Gli Immortali, oltre a svolgere le attività tipiche delle divinità di D&D, salvano le civiltà a rischio d'estinzione trasferendole all'interno del Mondo Cavo, dove le pongono sotto potenti incantesimi tesi a preservarne la cultura.
Nel gioco è inoltre accennata l'esistenza degli Old Ones (gli "Antichi"), entità misteriose più potenti degli Immortali, e che risiedono al di là del Vortice Dimensionale. I loro scopi e le loro origini sono sconosciute, ma gli Immortali più potenti sembra che possano a loro volta divenire, in casi eccezionali, Old Ones.

### Personaggi degni di nota

#### Malvagi
- Aketheti, regina di Thothia, creatura malvagia al servizio dell'Entropia
- Bargle, mago di corte della Baronia dell'Aquila Nera
- Barimoor, mago alphatiano nascosto nel sottosuolo di Ylaruam
- Hosadus detto Il Maestro, signore di Hule
- Lo Shadowlord (pseudonimo di Landryn Teriak), tiranno di Denagoth
- Ludwig von Hendriks, barone dell'Aquila Nera
- Moorkroft Elvenbane, signore dell'Orda Nera, invasore del Regno Silvano
- Pyre, drago di porpora della Costa Selvaggia
- Ramenhotep X, antico sovrano di Thothia (attualmente un vampiro)
- Synn, signora dei draghi della notte
- Thar, comandante della Legione degli umanoidi delle Terre Brulle
- Wastoure, mago malvagio proveniente dal Mondo Cavo
- Xanthus, re del dominio Alphatiano di Blackrock
- Zandor, figlio di Eriadna I e erede al trono di Alphatia

#### Neutrali
- Broderick, comandante degli eserciti di Alphatia
- Corwyn Mauntea, cancelliere della Repubblica di Darokin
- Eriadna I, imperatrice di Alphatia
- Etienne D'Ambreville, principe di Glantri ed Immortale della Sfera dell'Energia
- Norlan, re del dominio alphatiano di Qeodhar
- Thincol I Torion, imperatore di Thyatis
- Wulf von Klagendorf, alto chierico di Vanya e signore dei Territori Heldannici

#### Buoni
- Bensarian il Saggio, consigliere di re Gylharen di Wendar
- Chandra ul Nervi, rajadhiraja (imperatore) di Sind
- Claransa la Veggente, baronessa del Norwold e esploratrice
- Ericall, figlio di Eriadna e re del dominio alphatiano del Norwold
- Eusebius Torion, figlio di Thincol I imperatore di Thyatis
- Figgen, halfling avventuriero
- Gylharen, re degli elfi di Wendar
- Haldemar di Haaken, principe Alphatiano e comandante della nave volante Principessa Ark
- Moglai Khan, signore dei clan di Ethengar
- Stefan Karameikos, granduca e poi re di Karameikos
- Terari, pseudonimo e identità fittizia di Tylion IV, maestro della scuola di magia di Krakatos, ex imperatore di Alphatia e padre di Eriadna

### Razze e classi
In Mystara vivono moltissime razze diverse, ma quella umana è la predominante. Sono presenti quasi tutte le razze standard descritte nei manuali di base del OD&D, anche se con peculiarità differenti rispetto alle altre ambientazioni.
La differenze principali probabilmente risiedono nella scarsità di spazio dedicato alle razze ibride (mezzorchi, mezzelfi, ecc. a volte alcuni ibridi sono citati ma non sono mai esplicitamente descritti) e nella sostituzione degli elfi scuri con gli elfi dell'Ombra (Shadow Elves). Gli elfi dell'ombra sono una razza elfica non inerentemente malvagia, originatasi da elfi che anticamente si nascosero nel sottosuolo per sfuggire alle catastrofi che avvenivano sulla superficie. A parte il differente allineamento morale, comunque, gran parte delle abitudini e dello stile di vita degli elfi dell'ombra è simile a quello dei drow di altre ambientazioni.
Alcuni supplementi di gioco forniscono statistiche ed informazioni utili ad impiegare come personaggi giocanti individui di razze esotiche e peculiari di Mystara, anche se le regole a cui fanno riferimento sono quelle dell'OD&D. Tra essi ricordiamo Gli orchetti di Thar (The Orcs of Thar, Bruce Heard, 1988) che consente di interpretare gran parte delle razze umanoidi, e tutti i manuali della serie PC (PC1-4) che consentono, rispettivamente, di interpretare le creature fatate (centauri, folletti, fauni e simili), le creature sottomarine (tritoni, elfi acquatici, squaloidi, kopru e simili), gli gnomi e altre creature particolari (sfingi, pegatauri, arpie, gremlin, ecc) e i licantropi.
Per quanto riguarda le classi, dato che Mystara è stata concepita per seguire le regole del Basic D&D, sono assenti ranger e bardi. Anche le classi del paladino e del druido sono trattate in modo particolare come sottoclassi del guerriero e del chierico rispettivamente. I maghi e i chierici ottengono relativamente poche specializzazioni, descritte essenzialmente nei supplementi Gli Emirati di Ylaruam (The Emirates of Ylaruam, Ken Rolston, 1993) e I principati di Glantri (The Principalities of Glantri, Bruce Heard, 1991). Una versione leggermente modificata del ladro (il rake, o "il ladro che non ruba") è presentata nel supplemento DoTE, mentre una nuova sottoclasse (il mercante) è introdotta in The Republic of Darokin (Scott Haring, 1989).
Le limitazioni alle classi da parte delle varie razze seguono in genere le regole di OD&D, anche se alcuni supplementi hanno cercato di alleviare queste restrizioni. Il modulo The Elves of Alfheim (Steve Perrin, 1989) introduce l'elfo chierico, il modulo I Nani di Casa di Roccia (The Dwarves of Rockhome, Aaron Allston, 1988) il nano chierico e il modulo The Five Shires (Ed Greenwood, 1988) l'halfling mago, mentre in un articolo di Dragon Magazine è stata presentata la classe del bardo, tuttavia parecchio differente da quella presente nelle regole di AD&D e della terza e quarta edizione.

## Pubblicazioni
Quasi tutto il materiale di Mystara è stato pubblicato per il Basic Set, con alcuni moduli d'avventura e supplementi pubblicati per AD&D Seconda Edizione. Non esiste alcuna produzione ufficiale per D&D 3.0, a parte alcuni articoli su Dragon Magazine. Il grado di adattabilità e di riutilizzo delle informazioni - soprattutto delle regole - contenute è difficile a causa della forma non quantitativa in cui sono espresse, ma non impossibile grazie ad alcune tabelle di conversione ufficiali per i personaggi.
Parte del materiale è stato tradotto in italiano da Editrice Giochi, all'epoca titolare per l'Italia dei diritti sul marchio.

### Basic Set

#### Espansioni
Sono state pubblicate due espansioni ufficiali Basic D&D per Mystara:
- Hollow World Campaign Set di Aaron Allston (1990) - Cod. TSR1054 - boxed set contenente tre volumi espressamente dedicati al Mondo Cavo: Player's Guide, Dungeon Master's Sourcebook, Adventure book, organizzati sulla falsariga delle scatole della quarta edizione. Utilizzabile anche con Advanced Dungeons & Dragons seconda edizione;[4]
- Champions of Mystara di Ann Dupuis (1993) - Cod. TSR1094 - boxed set contenente tre volumi: Designer's Manual contenente una serie di regole aggiuntive sulla navigazione aerea e sulla creazione di oggetti magici (costruzione e uso di navi volanti, esplorazione dello spazio aereo e siderale di Mystara, magia aerea), Heroes of the Princess Ark che raccoglie e amplia profondamente una serie di articoli scritti da Bruce Heard e pubblicati su Dragon nei numeri dal 169 al 188, Explorer's Manual che descrive le aree ad ovest rispetto alle Terre Note.

Contemporaneamente alla pubblicazione della Rules Cyclopedia (Aaron Allston, 1991), che raccoglieva e aggiornava il Dungeons & Dragons Basic Set furono pubblicati:
- Aaron Allston, Wrath Of The Immortals, 1992, cod. TSR1082. Un boxed set contenente due volumi: Codex e Wrath. Il primo costituisce una revisione delle regole contenute nella scatola Immortals, e l'elenco di tutti i principali Immortali comparsi in avventure ed espansioni geografiche precedenti. Il secondo narra gli eventi su Mystara dal 1004 DI fino al 1010 DI, sotto forma di una complessa campagna di gioco che vede coinvolti in prima persona alcuni Immortali, ed in seguito alla quale la geografia e la storia dell'ambientazione cambiano radicalmente.
- John Nephew, DMR2: Creature Catalog, cod. TSR9438. Aggiornamento del modulo AC9 - Creature Catalogue, raccoglie e approfondisce tutti i mostri pubblicati nei moduli d'avventura e di espansione, e propone una nutrita serie di tabelle degli incontri, divise per terreno.[6]

#### Atlanti
Gli Atlanti (Gazetteer) sono monografie su singole nazioni delle Terre Note, che ne illustrano la storia (fino all'anno 1000 DI), la geografia, i principali personaggi non giocanti; inoltre introducono nuove regole di gioco ispirate alla nazione trattata, non sempre in forma sistematica. Ne sono stati pubblicati quindici sulle Terre Note (codice GAZ) ma, oltre a questi, sono stati poi pubblicati tre moduli per la sottoambientazione Mondo Cavo che ne ricalcano lo stile (codice HWR). A metà degli anni novanta era stata ipotizzata dall'editore una ristampa che raggruppasse in edizioni paperback tre Atlanti per volume, ma l'idea fu abbandonata in seguito alla decisione di passare l'ambientazione alle regole dell'AD&D. Prima di questo passaggio era stata ipotizzata anche l'uscita di Atlanti relativi alle regioni di Heldann Freeholds, Sind e Wendar, essendo quelle che riscuotevano il maggior interesse dei giocatori.
- Aaron Allston, ATL 1 - Il Granducato di Karameikos (GAZ1 - The Grand Duchy of Karameikos, 1987, cod. TSR9193). Contiene una panoramica storica, economica, geografica e sociologica del Granducato di Karameikos, una nazione feudale studiata come punto di partenza per nuovi personaggi e spunti per avventure.[10] Include una mappa a quattro colori della mappa che mostra non solo Karameikos, ma anche la capitale Specularum, la città di Kelvin, e la Soglia.
- Ken Rolston, ATL 2 - Gli Emirati di Ylaruam (GAZ2 - The Emirates of Ylaruam, 1987, cod. TSR9194). Contiene una panoramica storica, economica, geografica e sociologica degli Emirati di Ylaruam e un villaggio di esempio. Include regole per i dervisci, considerati come druidi del deserto e suggerimenti per campagne e scenari.[10] Inoltre, vi è una mappa a colori degli Emirati, le città di Surra-Man-Raa e Tameronikas, un tipico villaggio degli Emirati, e un villaggio caravan. Le pagine da 29 a 36 sono il volantino Ciò che tutti conoscono sugli Emirati, separabile dal modulo per essere consegnato ai giocatori.
- Bruce Heard, ATL 3 - I Principati di Glantri (GAZ3 - The Principalities of Glantri, 1987, cod. TSR9208). Modulo che descrive il regno dei maghi, introduce Circoli Segreti (scuole di magia), le Ricerche Magiche e il fenomeno della Radiosità e molti nuovi incantesimi.[10]
- Anne Gray McCready, ATL 4 - Il Regno di Ierendi (GAZ4 - The Kingdom of Ierendi, 1987, cod. TSR9215). Un regno formato da un arcipelago di esotiche isole tropicali, infestate da pirati. Il modulo descrive le dieci isole principali e le loro personalità. Include delle semplici regole di combattimento navale, pedine per le navi e una mappa.[10]
- Steve Perrin e Ander Swnson, ATL 10 - Gli Elfi di Alfheim (GAZ5 - The Elves of Alfheim, 1988, cod. TSR9223). Descrive il regno degli elfi di Alfheim, include regole per personaggi elfi, nuovi mostri e sette mini avventure.[11] Le pagine da 45 a 52 sono un volantino di introduzione per i giocatori separabile dal modulo. Tra gli Atlanti è il primo dedicato quasi esclusivamente ad una delle razze dei seminumani giocabili come classi del personaggio.
- Aaron Allston, ATL 6 - I nani di Casa di Roccia (GAZ6 - The Dwarves of Rockhome, 1988, cod. TSR9227). Descrive il regno dei nani, include nuove regole per personaggi nani e una descrizione dettagliata della capitale. Il manuale include tre mini avventure e regole per la conversione ad AD&D.[11]
- Ken Rolston e Elizabeth Danforth, ATL 7 - Le Terre del Nord (GAZ7 - The Northern Reaches, 1988, cod. TSR9230). Descrizione di tre regni di ispirazione vichinga. Diviso in Player Book (32 pagine) che presenta un riassunto dei regni e regole per personaggi provenienti da esso e un DM Book (64 pagine) che descrive in dettaglio storia, nazioni e personalità principali. Include tre miniavventure e regole per la conversione ad AD&D. Include una mappa a colori e edifici vichinghi in cartoncino da montare.[10]
- Ed Greenwood, ATL 8 - Le Cinque Contee (GAZ8 - The Five Shires, 1988, cod. TSR9232). Descrizione delle terre abitate dagli halfling. Diviso in Player Booklet (24 pagine) che riassume le Shires, include regole per halflin g di alto livello e nuovi incantesimi e Dungeon Masters Booklet (72 pagine) che approfondisce la descrizione. Comprende regole per la conversione ad AD&D.[10]
- Deborah Christian e Kim Eastland, ATL 9 - Le Gilde di Minrothad (GAZ9 - The Minrothad Guilds, 1988, cod. TSR9236). Manuale dedicato alle grandi gilde commerciali. Diviso in Player's Booklet (32 pagine) che introduce le gilde, la loro organizzazione sociale e le loro leggi e Dungeon Master's Booklet (64 pagine) che ne descrive la storia, il metodo di governo e i rapporti con i pirati. Comprende regole per la conversione ad AD&D.[12]
- Bruce Heard, ATL 5 - Gli orchetti di Thar (GAZ10 - The Orcs of Thar, 1988, cod. TSR9241). Descrizione delle Terre Brulle e degli orchi, goblin e bugbear che le abitano. Diviso in Players' Guide (48 pagine) con regole di creazione dei personaggi orchi e Orcs of Thar (48 pagine) che descrive personalità delle tribù degli orchi e presenta un'avventura. Comprende regole per un semplice gioco da tavolo e per la conversione ad AD&D[13]
- Scott Haring, GAZ11 - The Republic of Darokin, cod. TSR1989. Descrizione di una repubblica di ispirazione rinascimentale guidata da un concilio di mercanti. È composta dalla Players's Guide (32 pagine) con un riassunto della Repubblica, regole per la creazione di personaggi provenienti da essa, la descrizione della classe del mercante e regole per il commercio e dalla Dungeon Master's Guide (64 pagine) che approfondisce le notizie sulla repubblica. Include regole per la conversione ad AD&D, una mappa della città di Darokin e miniature in cartoncino dei carri delle carovane di mercanti.[13]
- Jim Bambra, GAZ12 - The Golden Khan of Ethengar, cod. TSR1989. Descrizione delle orde delle tribù di Ethengar di ispirazione mongola. Contiene una Players' Guide (32 pagine) con un riassunto delle terre, regole per personaggi provenienti da esse e la classe dello sciamano e la Dungeon Master's Guide (64 pagine) che approfondisce la storia delle tribù e presenta il Golden Khan e la sua corte. Include regole per la conversione ad Ad&D e una grande mappa a colori.[13]
- Carl Sargent e Gary Thomas, GAZ13 - The Shadow Elves, cod. TSR1990. Descrizione delle caverne al di sotto delle Terre Brulle, abitate dagli elfi dell'ombra. La Player's Guide (32 pagine) contiene regole per la creazione del personaggio, la DM's Guide (64 pagine) descrive i luoghi principali e contiene nuove regole per gli sciamani. Contiene regole per la conversione ad AD&D seconda edizione.[13]
- William W. Connors, GAZ14 - The Atruaghin Clans, cod. TSR1991. Tribù sul modello dei nativi americani. Diviso in DM Book (64 pagine) e Players Book (32 pagine). Comprende nuovi incantesimi per gli sciamani dei clan e i poteri dei totem.
- Aaron Allston, Dawn of the Emperors - Thyatis and Alphatia, cod. TSR1989. Set in scatola, appartenente alla serie Gazetteer/Atlanti, che descrive i due imperi in guerra di Thyatis (un impero di guerrieri vagamente ispirato all'Impero Romano) e Alphatia (una magocrazia). Contiene la Player's Guide to Thyatis (32 pagine), la Player's Guide to Alphatia (32 pagine) e il The Dungeon Master's Sourcebook (128 pagine) con storie e atlanti dei due imperi e dettagli dei territori contesi. Contiene regole per la conversione ad AD&D.[14].
- John Nephew, HWR1 - Sons of Azca, 1991, cod. TSR9332
- Newton Ewell e Blake Mobley, HWR2 - Kingdom of Nithia, 1991, cod. TSR9339
- Anthony Herring, HWR3 - The Milenian Empire, 1992, cod. TSR9384

#### Almanac
Gli Almanac aggiornano la storia e la geografia di tutte le nazioni di Mystara, comprese quelle situate nel Mondo Cavo e nella Costa Selvaggia, oltre alla vita dei principali personaggi non giocanti di Mystara dopo gli avvenimenti descritti in Wrath Of The Immortals, a partire dal 1010 DI. Inoltre offrono previsioni del tempo, il percorso dei continenti fluttuanti del Mondo Cavo e i conseguenti coni d'ombra, degli oroscopi e degli spunti ai master per nuove avventure o campagne di gioco, grazie ad una esaustiva - ossia giorno per giorno - descrizione degli eventi previsti per l'anno successivo, spiegazione del senso di questi ultimi nell'economia dell'ambientazione e suggerimenti sulle modalità di intervento dei personaggi giocanti.
- Aaron Allston, AC 1010 Poor Wizard's Almanac, 1992, cod. TSR9372
- Ann Dupuis, AC 1011 Poor Wizard's Almanac II, 1993, cod. TSR9441

#### Player Crucibles
I Player Crucibles descrivono nuove regioni e permettono ai giocatori di interpretare personaggi di razze fantasy diverse da quelle abituali, oltre ad introdurre alcune nuove regole. Sono stati pubblicati quattro moduli (codice PC):
- John Nephew, PC1 - Tall Tales of the Wee Folk, 1989, cod. TSR9254. Dedicato agli esseri dei boschi e delle foreste (tra cui gli esseri fatati) come spiritelli, driadi, centauri;
- Carl Sargent, PC2 - Top Ballista, 1989, cod. TSR9255. Descrive la città volante di Serraine, popolata da gnomi con tanto di aviazione militare;
- Jim Bambra, PC3 - The Sea People, 1990, cod. TSR9277. Tratta delle creature marine, compresi elfi subacquei, unitamente a una descrizione completa dei fondali del principale mare di Brun;
- Ann Dupuis, PC4 - Night Howlers, 1992, cod. TSR9368. Regole per creare personaggi licantropi e descrizione di una regione da essi abitata nella nazione di Glantri.

#### Moduli di avventura
I moduli d'avventura contribuiscono ad approfondire le informazioni già presenti nei manuali o ad aggiungerne di nuove. Quelli pubblicati per la quarta edizione di OD&D ed esplicitamente ambientati in Mystara sono:

##### CollanaBasic
Adatti a personaggi appartenenti ai livelli d'esperienza 1-3, descritti nel Basic Set (scatola rossa):
- Mike Carr, In cerca d'avventura (B1 - In Search of the Unknown, 1980, cod. TSR9023). In italiano non è stato pubblicato il singolo volume ma solo come parte dell'omonima antologia dei moduli da B1 a B9.
- Gary Gygax, La Rocca sulle Terre di Confine (B2 - The Keep on the Borderlands, 1980, cod. TSR9034).
- Tom Moldway e Jean Wells, Il Palazzo della principessa d'argento (B3 - Palace of the Silver Princess, 1981, cod. TSR9044).
- Tom Moldvay, La città perduta (B4 - The Lost City, 1981, cod. TSR9049).
- Douglas Niles, Orrore sulla Collina (B5 - Horror on the Hill, 1983, cod. TSR9078).
- David Cook, La Società Velata (B6 - The Veiled Society, 1984, cod. TSR9086).
- Tracy Hickman e Laura Hickman, Rahasia (B7 - Rahasia, 1984, cod. TSR9115).
- Michael Malone, In Viaggio Verso la Roccia (B8 - Journey to the Rock, 1984, cod. TSR9106).
- Harry Nuckols, B9 - Castle Caldwell and Beyond, 1985, cod. TSR9143
- Jim Bambra, Graeme Morris e Phil Gallagher, L'oscuro terrore della notte (B10 - Night's Dark Terror, 1986, cod. TSR9149).
- Carl Sargent, B11 - King's Festival, 1989, cod. TSR9260.
- Carl Sargent, B12 - Queen's Harvest, 1989, cod. TSR9261.
- Merle M. Rasmussen, Lo spettro del castello del leone (BSOLO - Ghost of Lion Castle, 1984, cod. TSR9097).

I moduli dal B1 al B9 sono stati successivamente raccolti e rielaborati in un unico volume teso ad offrire una campagna di gioco completamente ambientata su Mystara: In cerca d'avventura (B1-9 In Search of Adventure, 1987, cod. TSR9190.

##### CollanaExpert
Adatti a personaggi appartenenti ai livelli d'esperienza 4-14, descritti nell'Expert Set (scatola blu):
- David Cook e Tom Moldway, L'isola del terrore (X1 - The Isle of Dread, 1981, cod. TSR9043).
- Tom Moldway, Il castello degli Amber (X2 - Castle Amber (Chateau d'Ambreville), 1981, cod. TSR9051).
- Douglas Niles, La maledizione di Xanathon (X3 - Curse of Xanathon, 1982, cod. TSR9056).
- David Cook, Il maestro dei nomadi del deserto (X4 - Master of the Desert Nomads, 1983, cod. TSR9068).
- David Cook, Il tempio della morte (X5 - Temple of Death, 1983, cod. TSR9069).
- Merle M. Rasmussen, Impantanati! (X6 - Quagmire!, 1984, cod. TSR9081).
- Bruce Nesmith, Le zattere da guerra di Kron (X7 - The War Rafts of Kron, 1984, cod. TSR9079).
- Grame Morris and Tom Kirby, Tamburi sulla Montagna di Fuoco (X8 - Drums on Fire Mountain, 1984, cod. TSR9127).
- Merle e Jackie Rasmussen e Anne C. Gray, La Costa Selvaggia (X9 - The Savage Coast, 1985, cod. TSR9129).
- Michael S. Dobson, Freccia Rossa, Scudo Nero (X10 - Red Arrow, Black Shield, 1985, cod. TSR9160).
- Stephen Bourne, Saga del Signore dell'Ombra (X11 - Saga of the Shadow Lord, 1986, cod. TSR9165).
- Aaron Allston, Lo Specchio di Skarda (X12 - Skarda's Mirror, 1987, cod. TSR9188).
- Stephen Bourne, Corona di Antica Gloria (X13 - Crown of Ancient Glory, 1987, cod. TSR9218).
- Michael L. Gray, XL1 - Quest for the Heartstone, 1984, cod. TSR9114).
- Merle M. Rasmussen, L'oro di Lathan, (XSolo - Lathan's Gold, 1984, cod. TSR9082). Modulo in solitario
- William Carlson, XS2 - Thundredelve Mountain, 1985, cod. TSR9157. Secondo modulo in solitario

##### CollanaCompanion
Adatti a personaggi appartenenti ai livelli d'esperienza 15-25, descritti nel Companion Set (scatola celeste):
- Douglas Niles, La prova dei signori della guerra[15] (CM1 - Test of the Warlords, 1984, cod. TSR9117).
- Garry Spiegle, La cavalcata della morte (CM2 - Death's Ride, 1984, cod. TSR9118).
- Douglas Niles e Bruce Nesmith, Il fiume Sabre (CM3 - Sabre River, 1984, cod. TSR9119).
- David Cook, Scuotilande! (CM4 - Earthshaker!, 1985, cod. TSR9128).
- Anne Gray McCready, CM5 - Mystery of the Snow Pearls, 1985, cod. TSR9154).
- Graeme Morris, Dove Regna il Caos (CM6 - Where Chaos Reigns, 1985, cod. TSR9158).
- Bruce A. Heard, L'Albero della Vita (CM7 - The Tree of Life, 1986, cod. TSR9166).
- Ed Greenwood, La Scala Infinita (CM8 - The Endless Stair, 1987, cod. TSR9192).
- Steve Perrin e Katharine Kerr, Lascito in Famiglia (CM9 - Legacy of Blood, 1987, cod. TSR9210).

##### CollanaMaster
Adatti a personaggi appartenenti ai livelli d'esperienza 26-36, descritti nel Master Set (scatola nera):
- Bruce e Beatrice Heard, Nel Maelstrom (M1 - Into the Maelstrom, 1985, cod. TSR9159).
- Skip Williams, La Vendetta di Alphaks (M2 - Vengeance of Alphaks, 1986, cod. TSR9148).
- Tom Moldway, Il Richiamo del Crepuscolo (M3 - Twilight Calling, 1986, cod. TSR9174).
- Allen Varney, Cinque Monete per un Regno (M4 - Five Coins for a Kingdom, 1987, cod. TSR9204).
- Paul Jaquays, Gli Artigli della Notte (M5 - Talons of Night, 1987, cod. TSR9214).

##### CollanaImmortal
Adatti a personaggi appartenenti ai livelli d'esperienza descritti nell'Immortal Set (scatola beige):
- Frank Mentzer, IM1 - Immortal Storm, 1986, cod. TSR9171).
- Robert J. Blake, IM2 - The Wrath of Olympus, 1987, cod. TSR9189).
- Ken Rolston, IM3 - The Best of Intentions, 1987, cod. TSR9207).

##### CollanaChallenger
Adatti a personaggi appartenenti ai livelli d'esperienza descritti nella Rules Cyclopedia:
- John Nephew, DDA1 - Arena of Thyatis, 1990, cod. TSR9284).
- John Nephew, DDA2 - Legions of Thyatis, 1990, cod. TSR9296).
- Carl Sargent, L'occhio di Traldar (DDA3 - Eye of Traldar, 1991, cod. TSR9271).
- John Nephew, Il Terrore di Dymrak (DDA4 - The Dymrak Dread, 1991, cod. TSR9272).

Collana Hollow World - adatti a campagne ambientate nel "Mondo Cavo":
- Allen Varney, HWA1 - Nightwail, 1990, cod. TSR9303).
- Allen Varney, HWA2 - Nightrage, 1990, cod. TSR9310).
- Allen Varney, HWA3 - Nightstorm, 1991, cod. TSR9311).
- Anthony Herring, HWQ1 - The Milenian Sceptre, 1992, cod. TSR9378).

Collana Blackmoor - adatti a campagne ambientate a "Blackmoor":
- Dave Arneson e David J. Ritchie, DA1 - Adventures in Blackmoor, 1986, cod. TSR9172).
- Dave Arneson e David J. Ritchie, DA2 - Temple of the Frog, 1986, cod. TSR9175).
- Dave Arneson e David J. Ritchie, DA3 - City of the Gods, 1987, cod. TSR9191).
- David J. Ritchie, DA4 - The Duchy of Ten, 1987, cod. TSR9205).

Altri moduli - moduli d'avventura non riconducibili ad altre collane:
- David Cook, M1 - Blizzard Pass, 1983, cod. TSR9067).
- Jeff Grubb, M2 - Maze of the Riddling Minotaur, 1983, cod. TSR9060).
- John and Laurie Van De Graaf, La gemma e il bastone (O1 - The Gem and The Staff, 1983, cod. TSR9050).
- Jim Bambra, La lama della vendetta (O2 - Blade of Vengeance, 1984, cod. TSR9108).
- John Nephew, The Jade Hare, 1992, cod. TSR9259).

### AD&Dprima edizione
Dopo la chiusura della linea editoriale del Basic Set ed il passaggio dell'ambientazione alle regole dell'Advanced Dungeons & Dragons, vennero prodotti altri due Almanac pensati per questo regolamento, l'AC1012 Poor Wizard's Almanac III e il Joshuan's Almanac, che portavano avanti la storia dell'ambientazione.

### AD&D(seconda edizione)

#### Manuali e accessori
- Monstrous Compendium Appendix di John Nephew, John Terra, Skip Williams e Teeuwynn Woodruff (1994) - Cod. TSR2501
- Player's Survival Kit di John D. Rateliff (1995) - Cod. TSR2510
- Dungeon Master Survival Kit di Steven Schend (1995) - Cod. TSR2512

#### Espansioni e Supplementi Geografici
- Karameikos: Kingdom of Adventure di Jeff Grubb e Aaron Allston (1994) - Cod. TSR2500
- Glantri: Kingdom of Magic di Monte Cook e Bruce A. Heard (1995) - Cod. TSR2511
- Red Steel di Tim Beach (1994) - Cod. TSR2504
- Red Steel - Savage Baronies di Tim Beach (1995) - Cod. TSR9500
- Savage Coast - Campaign Book di Tim Beach e Bruce Heard (1996) - Cod. TSR2521
- Savage Coast - Orc's Head di Nicky Rea (1996) - Cod. TSR2522
- Savage Coast - Monstrous Compendium di Loren L. Coleman, Ted James e Thomas Zuvich (1996) - Cod. TSR2524
- AC 1012 Poor Wizard's Almanac III & Book of Facts di Ann Dupuis (1994) - Cod. TSR2506
- Joshuan's Almanac & Book of Facts (AC 1013) di Ann Dupuis e Elizabeth Tornabene (1995) - Cod. TSR2517

#### Moduli d'avventura
- Hail the Heroes di Tim Beach (1994) - Cod. TSR2502
- Night of the Vampire (La Notte dei Vampiri) di L. Richard Baker III (1994) - Cod. TSR2509
- Mark of Amber di Aaron Allston, Jeff Grubb e John D. Rateliff (1995) - Cod. TSR2513

### Romanzi
Trilogia di Penhaligon
- La Spada di Penhaligon (The Tainted Sword, ottobre 1992) di D.J. Heinrich, Armenia Edizioni, ISBN 88-344-0569-2
- Il Drago di Penhaligon (The Dragon's Tomb, aprile 1993) di D.J. Heinrich, Armenia Edizioni, ISBN 88-344-0570-6
- Il Sortilegio di Penhaligon (The Fall of Magic , ottobre 1993) di D.J. Heinrich, Armenia Edizioni, ISBN 88-344-0571-4

- Dark Knight of Karameikos (ottobre 1995), di Timothy Brown, ISBN 0-7869-0307-4
- The Black Vessel (agosto 1996), di Morris Simon, ISBN 0-7869-0507-7

Fist Quest
- Rogues to Riches  (febbraio 1995), di J. Robert King, ISBN 1-56076-825-8
- Son of Dawn  (maggio 1995), di Dixie Lee McKeone, ISBN 1-56076-884-3

Dragonlord Chronicles
- Dragonlord of Mystara  (luglio 1994), di Thorarinn Gunnarsson, ISBN 1-56076-906-8
- Dragonking of Mystara (luglio 1995), di Thorarinn Gunnarsson, ISBN 0-7869-0153-5
- Dragonmage of Mystara (aprile 1996), di Thorarinn Gunnarsson, ISBN 0-7869-0488-7

### Internet
La Wizards of the Coast ha offerto per periodo di tempo alcuni supplementi e moduli d'avventura di Mystara (in formato ASCII e RTF) - scaricabili gratuitamente sul suo sito, tra cui:
- Palace of the Silver Princess (B3) - La prima versione dell'avventura B3, ritirata dal mercato nel 1981 per alcune immagini ritenute troppo esplicite per l'epoca;
- Shadow Elves - the DM's Guide e Shadow Elves - the Player's Guide - trascrizione del Gazetteer numero 13 relativo agli Elfi Ombra;
- Savage Coast Campaign Setting - adattamento e aggiornamento di Red Steel;
- Book One: The Orc's Head Peninsula Sourcebook - supplemento a Savage Coast Campaign Setting, descrive la terra ad occidente delle Coste Selvagge;
- Savage Coast Monstrous Compendium Appendix - contiene le statistiche dei mostri tipici delle Coste Selvagge.

### Periodici
Le riviste Dungeon e Dragon hanno pubblicato spesso articoli su Mystara, tra cui la nota serie dei Viaggi della Princess Ark (Voyage of the Princess Ark) scritta da Bruce Heard, direttore della collana dedicata a Mystara. In italiano Dragon & Dungeon ha riproposto nel numero 17, la razza dei lupini adattata a Dungeons & Dragons 3.5.

### Videogiochi
Su Mystara non sono stati pubblicati molti videogiochi, stante la sua breve vita come ambientazione autonoma di AD&D. Si tratta soprattutto di giochi arcade o per console.
- Arcade:
  - Dungeons & Dragons: Tower of Doom (Capcom, 1993) ambientato in Darokin e nelle Terre Brulle;
  - Dungeons & Dragons: Shadow over Mystara (Capcom, 1996), ambientato in Glantri e nella città sotterranea di Aengmor. Synn è il boss finale;
- Console:
  - Dungeons & Dragons: Warriors of the Eternal Sun (Sega Mega Drive, 1992), ambientato nel Mondo Cavo;
  - AD&D: Order of the Griffon (TurboGrafx 16, 1992), CRPG ambientato in Karameikos;
- PC:
  - Fantasy Empires (MS-DOS, 1993), gioco strategico a turni.